# Richard Llewellyn
Richard Dafydd Vivian Llewellyn Lloyd, egentligt namn Vivian Lloyd men mer känd under sitt författarnamn Richard Llewellyn, född 8 december 1906 i Hendon i Barnet, London, död 30 november 1983 i London, var en brittisk (walesisk) författare och journalist.
Hans första roman, Jag minns min gröna dal (How Green Was My Valley) från 1939, blev uppskattad och blev år 1941 filmatiserad av John Ford.
Efter andra världskriget arbetade Llewellyn som journalist och skrev om Nürnbergprocessen, därefter som manusförfattare för Metro-Goldwyn-Mayer. Senare i sitt liv bodde han i Eilat i Israel.